# Reattivo di Lugol

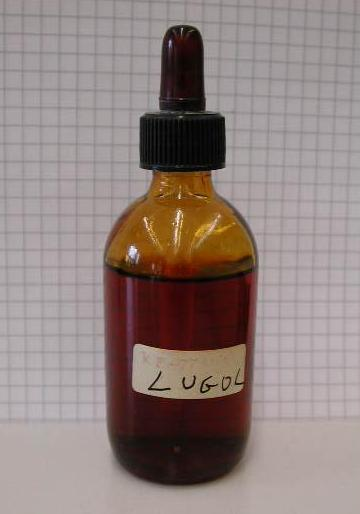
Boccetta contagocce contenente reattivo di Lugol

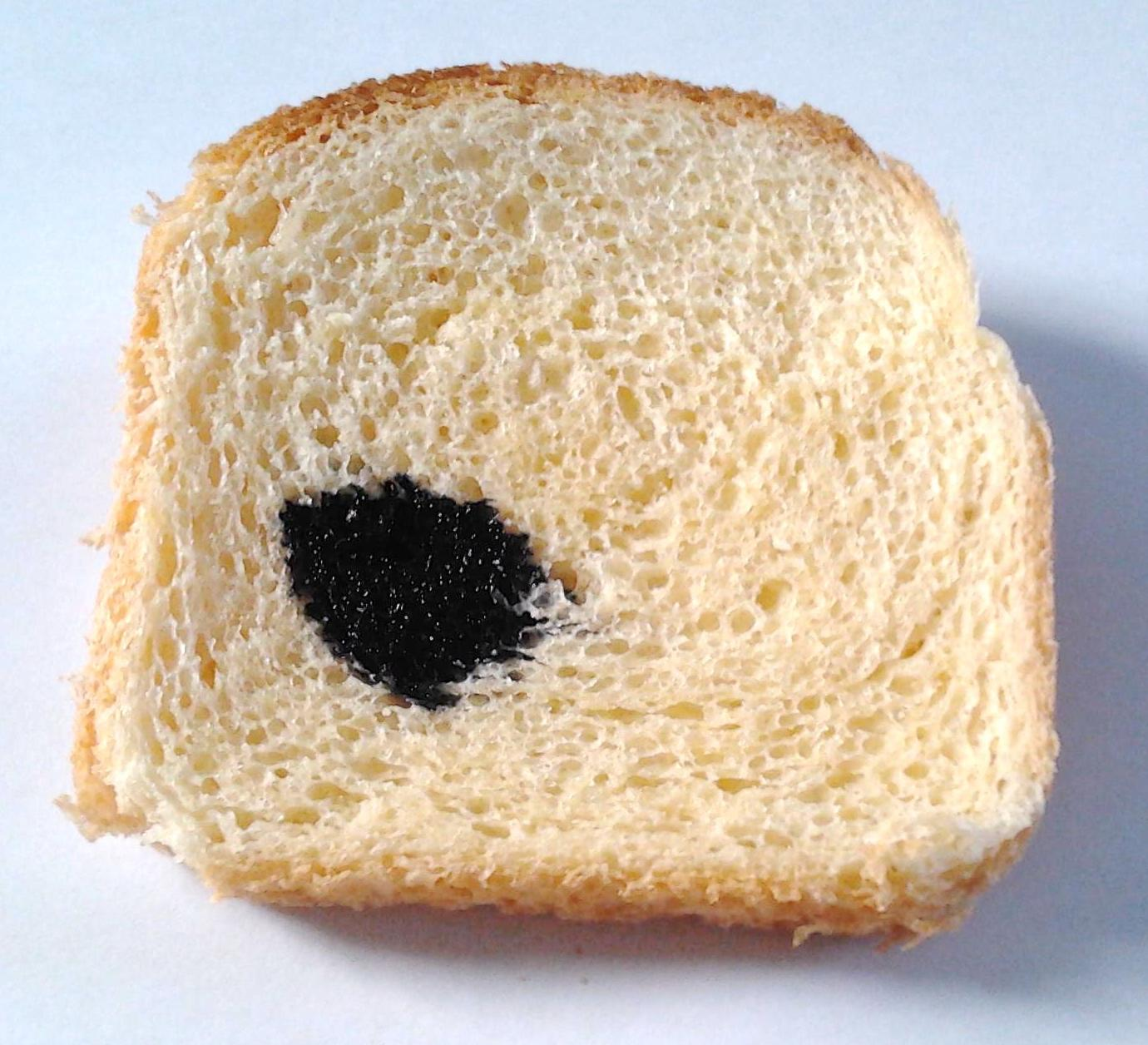
Una fetta di pane su cui è stata versata una goccia di reattivo di Lugol. L'amido assume una colorazione blu-violacea molto intensa, tendente al nero, a causa dell'elevata presenza di amilosio.

A sinistra il complesso dell'amilosio con lo ione triioduro, a destra la struttura del monomero di glucosio

Il reattivo di Lugol è una sostanza utilizzata in laboratorio di analisi chimica e biologica come colorante per marcare alcune strutture cellulari durante l'osservazione microscopica o per il riconoscimento della presenza di amido. Esso prende il nome dal suo inventore, il medico francese Jean Guillaume Auguste Lugol (1786-1851) che ne suggerì l'utilizzo nel trattamento della tubercolosi.

## Composizione
Il reattivo è una soluzione acquosa iodo-iodurata di colore marrone chiaro, inodore. In soluzione KI (ioduro di potassio) si dissocia e l'anione I- tende a reagire con lo iodio elementare, generando lo ione triioduro, secondo la reazione:
I2 + KI → I3– + K+
La soluzione di Lugol non deve essere confusa con la tintura di iodio, che consiste di iodio e ioduro di potassio dissolti in alcool etilico.

## Preparazione
La soluzione si prepara facendo sciogliere 20 grammi di KI in 100 mL di acqua distillata e aggiungendo 10 grammi di Iodio cristallino; la soluzione madre così ottenuta viene quindi diluita in ragione di 1:4 in acqua distillata per ottenere la soluzione di lavoro. Comunque, servendo spesso come colorante istologico o reattivo per analisi qualitative, nella pratica di laboratorio esiste una certa variabilità nella quantità delle sostanze componenti.

## Reattività con l'amido
L'amido è formato di due specie molecolari, l'amilosio e l'amilopectina. Lo ione triioduro I3– tende a complessarsi con l'amilosio, legandosi alla parte interna della catena elicoidale dello stesso. Il complesso risultante assorbe la luce, producendo una decisa colorazione verso il blu scuro.

## Rischi
I vapori di iodio che si sviluppano da soluzioni concentrate sono velenosi e non devono essere inalati: per la preparazione del reattivo occorre perciò lavorare sotto cappa aspirante.
Dal punto di vista del rischio per la salute le frasi R sono:

- R20 Nocivo per inalazione
- R21 Nocivo a contatto con la pelle
- R50 Altamente tossico per gli organismi acquatici.